# Palaina scalarina
Palaina scalarina је пуж из реда Architaenioglossa и фамилије Diplommatinidae. 

## Угроженост
Подаци о распрострањености ове врсте су недовољни.

## Распрострањење
Микронезија је једино познато природно станиште врсте.

## Станиште
Врста Palaina scalarina има станиште на копну.